# اچ‌ام‌اس اوپال (۱۹۱۵)
اچ‌ام‌اس اوپال (۱۹۱۵) (به انگلیسی: HMS Opal (1915)) یک کشتی بود که طول آن ۲۶۹ فوت (۸۲ متر) بود. این کشتی در سال ۱۹۱۵ ساخته شد.